# 機能テスト (製造業)
機能テスト (英: functional testing)は製造業においてFCTはと表記される。通常、機能テストは生産ラインの最終段階で実行される。 これは、最終品質管理テストと呼ばれることが多く、仕様が実行されることをFCTで確認する。
FCTのプロセスには、製品が動作すると予想される環境のエミュレーションまたはシミュレーションが伴う。これは、機能に関する問題を確認して修正するために行われる。 FCTに関連する環境は、 試験対象装置(DUT)と通信する装置、 DUTの電源、およびDUTを正しく機能させるために必要な負荷で構成される。
FCTは、PCB上のテストポイントではなく、顧客固有のコネクタを使用する。
機能テストは、テストソフトウェアを使用して生産ラインのオペレーターによって自動的に実行される。これを完了するために、ソフトウェアはI/Oボード、回路計、通信ポートなどの外部のプログラム可能な機器と通信する。テストフィクスチャと組み合わせて、DUTとインターフェイスするソフトウェアは、FCTの実行を可能にするものである。 

## 代表的なベンダー
- アジレント・テクノロジー
- キーサイト・テクノロジー
- サーキット・チェック
- ナショナルインスツルメンツ
- テラダイン
- フレックス
- 6TLエンジニアリング